# Carl Meinhof
Pour les articles homonymes, voir Meinhof.
Carl Friedrich Michael Meinhof, né le 23 juillet 1857 et décédé le 11 février 1944, est un linguiste allemand et l’un des premiers linguistes à étudier les langues africaines. Son œuvre la plus notable est le développement de la grammaire comparée des langues bantoues à partir du travail de Wilhelm Bleek.
Meinhof a aussi étudié d’autres langues africaines dont notamment des groupes classifiés à l’époque comme les langues kordofaniennes, bushman, khoikhoi, et hamites.

## Biographie
Meinhof est né à Barzwitz près de Rügenwalde dans la province de Poméranie. Il étudie la théologie à Halle, Erlangen et à l’université de Greifswald où il étudie aussi la linguistique. De 1886 à 1903 il est instituteur à Wolgast et Stettin et est aussi pasteur à Zizow en Poméranie. Il travaille comme missionnaire et étudie le douala. En 1899, il publie Grundriss einer Lautlehre der Bantusprachen.
En 1902 il est envoyé à Zanzibar par le gouvernement. Il est nommé professeur au Seminar für Orientalische Sprachen (de) de Berlin où il enseigne de 1903 à 1909. En 1909, il devient professeur à l’Institut colonial de Hambourg. En 1910 il fonde le journal Zeitschrift für Kolonialsprachen (aujourd’hui Afrika und Übersee). Il est nommé président du Séminaire pour les langues coloniales et, lorsque l’université de Hambourg est fondée en 1919, obtient la première chaire en études africanistes.
Il devient membre du Parti nazi en 1933. Il prend sa retraite en 1936 mais continue ses recherches jusqu’à son décès en 1944.